# Copa Faulcombridge Open Ciudad de València 2023 - Doppio
Il doppio del torneo di tennis professionistico Copa Faulcombridge Open Ciudad de València 2023, facente parte della categoria Challenger 100 nell'ambito dell'ATP Challenger Tour 2023, si è giocato dal 20 al 26 novembre a Valencia, in Spagna. Oleksii Krutykh e Oriol Roca Batalla erano i detentori del titolo ma hanno scelto di partecipare con compagni diversi: Krutykh gioca in coppia con Sumit Nagal mentre Roca Batalla in coppia con Daniel Rincón.
In finale Andrea Pellegrino e Andrea Vavassori hanno sconfitto Daniel Rincón e Oriol Roca Batalla con il punteggio di 6–2, 6–4.

## Teste di serie
1. Andrea Pellegrino /  Andrea Vavassori (campioni)
2. Victor Vlad Cornea /  Philipp Oswald (semifinale)

1. Jeevan Nedunchezhiyan /  Vijay Sundar Prashanth (semifinale)
2. Anirudh Chandrasekar /  Ivan Liutarevich (quarti di finale)

## Wildcard
1. Javier Barranco Cosano /  Carlos López Montagud (primo turno)

1. Carles Córdoba /  Ignacio Parisca Romera (primo turno)

## Alternate
1. Michael Geerts /  Joshua Paris (primo turno)

1. Nikolas Sanchez Izquierdo /  Volodymyr Uzhylovskyi (primo turno)

## Tabellone

### Legenda
| - Q = Qualificato - WC = Wild card - LL = Lucky loser | - ALT = Alternate - SE = Special Exempt - PR = Protected Ranking | - w/o = Walkover - r = Ritirato - d = Squalificato |

|  | Primo turno | Primo turno                        | Primo turno                        | Primo turno | Primo turno |  |  | Quarti di finale | Quarti di finale              | Quarti di finale              | Quarti di finale              | Quarti di finale              |   |     | Semifinali | Semifinali                         | Semifinali                         | Semifinali                       | Semifinali                       |   |   | Finale | Finale | Finale | Finale | Finale |  |
|  |             |                                    |                                    |             |             |  |  |                  |                               |                               |                               |                               |   |     |            |                                    |                                    |                                  |                                  |   |   |        |        |        |        |        |  |
|  | 1           | A Pellegrino A Vavassori           | 6                                  | 1           | [10]        |  |  |                  |                               |                               |                               |                               |   |     |            |                                    |                                    |                                  |                                  |   |   |        |        |        |        |        |  |
|  |             | I Cervantes D Vega Hernández       | 4                                  | 6           | [7]         |  |  | 1                | A Pellegrino A Vavassori      | A Pellegrino A Vavassori      | 6                             | 6                             |   |     |            |                                    |                                    |                                  |                                  |   |   |        |        |        |        |        |  |
|  |             | S Martos Gornés S Verbeek          | S Martos Gornés S Verbeek          | 6           | 6           |  |  |                  | S Martos Gornés S Verbeek     | S Martos Gornés S Verbeek     | 4                             | 3                             |   |     |            |                                    |                                    |                                  |                                  |   |   |        |        |        |        |        |  |
|  | Alt         | N Sanchez Izquierdo V Uzhylovskyi  | N Sanchez Izquierdo V Uzhylovskyi  | 2           | 4           |  |  |                  |                               |                               |                               |                               |   |     | 1          | A Pellegrino A Vavassori           | A Pellegrino A Vavassori           | 6                                | 6                                |   |   |        |        |        |        |        |  |
|  | 3           | J Nedunchezhiyan VS Prashanth      | J Nedunchezhiyan VS Prashanth      | 6           | 7           |  |  |                  |                               | 3                             | J Nedunchezhiyan VS Prashanth | J Nedunchezhiyan VS Prashanth | 4 | 4   |            |                                    |                                    |                                  |                                  |   |   |        |        |        |        |        |  |
|  |             | R Bonadio A Giannessi              | R Bonadio A Giannessi              | 3           | 65          |  |  | 3                | J Nedunchezhiyan VS Prashanth | J Nedunchezhiyan VS Prashanth | 6                             | 6                             |   |     |            |                                    |                                    |                                  |                                  |   |   |        |        |        |        |        |  |
|  |             | I Gakhov D Yevseyev                | I Gakhov D Yevseyev                | 65          | 61          |  |  |                  | S Duncan K Stevenson          | S Duncan K Stevenson          | 2                             | 2                             |   |     |            |                                    |                                    |                                  |                                  |   |   |        |        |        |        |        |  |
|  |             | S Duncan K Stevenson               | S Duncan K Stevenson               | 7           | 7           |  |  |                  |                               |                               |                               |                               |   |     | 1          | Andrea Pellegrino Andrea Vavassori | Andrea Pellegrino Andrea Vavassori | 6                                | 6                                |   |   |        |        |        |        |        |  |
|  |             | D Rincón O Roca Batalla            | D Rincón O Roca Batalla            | 6           | 6           |  |  |                  |                               |                               |                               |                               |   |     |            |                                    |                                    | Daniel Rincón Oriol Roca Batalla | Daniel Rincón Oriol Roca Batalla | 2 | 4 |        |        |        |        |        |  |
|  | WC          | J Barranco Cosano C López Montagud | J Barranco Cosano C López Montagud | 4           | 2           |  |  |                  | D Rincón O Roca Batalla       | 78                            | 2                             | [10]                          |   |     |            |                                    |                                    |                                  |                                  |   |   |        |        |        |        |        |  |
|  | Alt         | M Geerts J Paris                   | M Geerts J Paris                   | 3           | 1           |  |  | 4                | A Chandrasekar I Liutarevich  | 6                             | 6                             | [2]                           |   |     |            |                                    |                                    |                                  |                                  |   |   |        |        |        |        |        |  |
|  | 4           | A Chandrasekar I Liutarevich       | A Chandrasekar I Liutarevich       | 6           | 6           |  |  |                  |                               |                               |                               |                               |   |     |            | D Rincón O Roca Batalla            | 5                                  | 6                                | [10]                             |   |   |        |        |        |        |        |  |
|  |             | M Bortolotti A Jecan               | 3                                  | 6           | [10]        |  |  |                  |                               | 2                             | VV Cornea P Oswald            | 7                             | 1 | [3] |            |                                    |                                    |                                  |                                  |   |   |        |        |        |        |        |  |
|  |             | O Krutykh S Nagal                  | 6                                  | 4           | [8]         |  |  |                  | M Bortolotti A Jecan          | M Bortolotti A Jecan          | 6                             | 5                             |   |     |            |                                    |                                    |                                  |                                  |   |   |        |        |        |        |        |  |
|  | WC          | C Córdoba I Parisca Romera         | C Córdoba I Parisca Romera         | 1           | 3           |  |  | 2                | VV Cornea P Oswald            | VV Cornea P Oswald            | 78                            | 7                             |   |     |            |                                    |                                    |                                  |                                  |   |   |        |        |        |        |        |  |
|  | 2           | VV Cornea P Oswald                 | VV Cornea P Oswald                 | 6           | 6           |  |  |                  |                               |                               |                               |                               |   |     |            |                                    |                                    |                                  |                                  |   |   |        |        |        |        |        |  |